# ما یک روح داریم
ما یک روح داریم (به انگلیسی: We Have a Ghost) فیلم کمدی ترسناک فراطبیعی آمریکایی به نویسندگی و کارگردانی کریستوفر لندون محصول ۲۰۲۳ است، که بر اساس داستان کوتاه «ارنست» از سال ۲۰۱۷ اثر جف ماناو ساخته شده‌است. در این فیلم دیوید هاربر، جاهی دیالو وینستون، تیگ نوتارو، جنیفر کولیج و آنتونی مکی ایفای نقش می‌کنند.
ما یک روح داریم در ۲۴ فوریه ۲۰۲۳ از طریق نتفلیکس منتشر شد و نقدهای متفاوتی از سوی منتقدان دریافت کرد.

## طرح داستان
پس از کشف این که خانه جدید آنها توسط روحی به نام ارنست تسخیر شده‌است، کوین یک کانال یوتیوب ایجاد می‌کند و روح و خانواده اش را در اینترنت مشهور می‌کند. با این حال، زمانی که کوین و ارنست شروع به کشف حقیقت در مورد گذشته ارنست می‌کنند، هدف سیا می‌شوند.

## بازیگران
- دیوید هاربر در نقش ارنست[۵]
- جاهی دیالو وینستون [it] در نقش کوین[۵]
- آنتونی مکی در نقش فرانک[۵]
- تیگ نوتارو در نقش یک مأمور دولتی که قصد شکار ارنست را دارد[۵]
- جنیفر کولیج در نقش یک واسطه روحی تلویزیونی[۵]
- ایزابلا روسو در نقش همسایه فرانک[۵]
- اریکا اش
- نایلز فیچ
- فیث فورد
- استیو کولتر

## تولید
در ژوئیه ۲۰۲۱ کریستوفر لندون برای نویسندگی و کارگردانی فیلم «We Have a Ghost» اعلام شد. این فیلم بر اساس داستان کوتاه ۲۰۱۷ «ارنست» اثر جف ماناو ساخته شده‌است. از بازیگران آن می‌توان به آنتونی مکی، دیوید هاربر، جاهی دی آلو وینستون، تیگ نوتارو، جنیفر کولیج، اریکا اش، نایلز فیچ، ایزابلا روسو، فیت فورد و استیو کولتر اشاره کرد. هاربر نقش روح ارنست را بازی می‌کند؛ او نخستین انتخاب لندون برای این نقش بود و به انترتینمنت ویکلی گفت: «می‌دانستم که این نقش فوق‌العاده چالش‌برانگیز است، زیرا دیالوگی برای آن وجود ندارد [...] پس او باید کارهای زیادی را با این مقدار کم انجام دهد. او در طول جلسه‌ای به من گفت که از انجام این کار وحشت دارد، که به نظرم عالی بود، زیرا نشان می‌دهد که او احساس آسیب‌پذیری، کنجکاوی و هیجان را دارد. در پایان جلسه، فکر می‌کنم هر دوی ما واقعاً به شدت احساس کردیم که تطابق خوبی بود».
تصویربرداری اصلی در اوت ۲۰۲۱ در دونالدسونویل و نیواورلئان آغاز شد. فیلمبرداری چند هفته پس از تولید به دلیل توفند آیدا در لوئیزیانا متوقف شد. تولید در اکتبر از سر گرفته شد تا فیلمبرداری صحنه‌ها در شهر کرانه غربی پریش اسنشن، لوئیزیانا به پایان برسد.

## انتشار
ما یک روح داریم در ۲۴ فوریه ۲۰۲۳ توسط نتفلیکس منتشر شد.

## بازخورد
در وبگاه جمع‌آوری نقد راتن تومیتوز، ٪۴۳ از ۴۶ بررسی منتقدان مثبت است و میانگینِ امتیاز آن ۵٫۳/۱۰ است. اجماع این وبگاه چنین می‌نویسد: «ما یک روح داریم مفهومی سرگرم‌کننده و بازیگرانی با استعداد دارد؛ اما متأسفانه، این خمیر ناهموار به سبک دههٔ ۸۰، هیچ ایده‌ای در مورد اینکه با این عناصر چه کاری انجام دهد، ندارد.» این فیلم در متاکریتیک که از میانگین وزنی استفاده می‌کند، بر اساس نظر ۲۳ منتقدین امتیاز ۵۳ از ۱۰۰ را کسب کرده که نشان‌گر «نقدهای مختلط یا متوسط» است.